# Heliophanus eucharis
Heliophanus eucharis är en spindelart som beskrevs av Simon 1887. Heliophanus eucharis ingår i släktet Heliophanus och familjen hoppspindlar. Inga underarter finns listade i Catalogue of Life.